# نیروگاه برق آبی دا نهم
نیروگاه برق آبی دا نهم (به لاتین: Đa Nhim Hydroelectric Power Station) یک نیروگاه برقابی در ویتنام است.